# Mary a mezzanotte
Mary a mezzanotte (Midnight Mary) è un film del 1933 diretto da William A. Wellman.

## Trama
L'azione inizia con un lungo flashback. Mary Martin, una giovane donna di 23 anni, è in attesa della decisione della giuria riunita per decidere sulla sua colpevolezza nel processo per omicidio in cui è imputata. Mary è cresciuta in un orfanotrofio. Da adolescente viene accusata falsamente di furto e condannata a tre anni di riformatorio. Dopo il suo rilascio Mary, ormai sedicenne, e la sua amica Bunny si imbattono in Leo Darcy, un delinquente a capo di una banda specializzata in furti e rapine. Quando Mary si rende conto delle attività illegali di Darcy, se ne allontana; ma (è il periodo della grande depressione) non riesce a trovare lavoro. Disperata e senza mezzi di sostentamento, Mary ritorna da Leo. Per i successivi due anni, Mary sarà l'amante e la complice di Leo.
In una sala di gioco d'azzardo, dove Mary e Bunny si trovano per conto di Leo, Mary ha occasione di conoscere il distinto avvocato Thomas Mannering Jr (Tom). Nella sala da gioco la banda di Leo tenta una rapina, ma non va a buon fine e qualcuno chiede l'intervento della polizia. Sebbene Tom si renda conto che Mary sia implicata in qualche modo nel tentativo di rapina, l'aiuta a fuggire e la porta a casa sua. Mary chiede a Tom di aiutarla a trovare un lavoro. Con l'aiuto di Tom, Mary frequenta dei corsi di steno-dattilografia e viene assunta nello studio legale di Tom. Rintracciata da Leo, Mary rifiuta di ritornare a lavorare con lui. Tom e Mary riconoscono infine di essere innamorati; mentre i due fanno progetti sul futuro, Mary viene riconosciuta da un poliziotto. Quando si rende conto di essere prossima all'arresto, per proteggere la reputazione di Tom Mary lo allontana dicendogli che ha finto di amarlo per poterlo derubare. Mary è arrestata e condannata a un anno di carcere; quando esce dalla prigione apprende che Tom nel frattempo ha sposato una donna di buona famiglia. Mary ritorna perciò da Leo. Poco tempo dopo, tuttavia, incontra Tom, da cui apprende che il matrimonio non è stato fortunato. Leo è geloso di Tom e vuole ucciderlo; dopo un primo tentativo fallito, Leo tenta nuovamente di uccidere Tom e Mary, per salvare Tom, spara a Leo uccidendolo. Mary è processata per l'omicidio di Leo e il flashback iniziale si conclude proprio nel momento in cui la giuria annuncia il verdetto.
Subito dopo la lettura della sentenza, con la quale Mary è giudicata colpevole di omicidio, Tom prende la parola chiedendo la ripetizione del processo per l'intervento di nuove prove, affermando quindi che Mary aveva agito per difendere Tom e che aveva rinunciato a un'efficace difesa per difendere la carriera e la serenità familiare di Tom. L'uomo proclama il suo amore per Mary di cui è pronto ad assumere la difesa.

## Critica
Il regista William A. Wellman aveva già girato per la Warner Bros. dei film noir crudi o in cui si affrontavano temi scabrosi: è il caso, ad esempio, di Nemico pubblico del 1931 avente per protagonista un gangster, o di Lilly Turner del 1933, in cui si affrontava il tema della bigamia. Anche nella vicenda di Mary a mezzanotte sono presenti temi ritenuti scabrosi secondo il Codice di comportamento sottoscritto nei primi anni trenta dalla MPPDA. Nel 1933 si era nella cosiddetta Era Precodice; dall'anno successivo i film avranno bisogno di un certificato di approvazione preventivo con serie limitazioni alla libertà di espressione. È stato osservato che, sebbene prodotto dalla Metro-Goldwyn-Mayer, Mary a mezzanotte è un film di "stile Warner Bros.". Non a caso il film è stato inserito nell'antologia in DVD Forbidden Hollywood collection n. 3.
In Italia il film è stato trasmesso per la prima volta, in lingua originale con sottotitoli in lingua italiana, nella notte fra il 20 e il 21 aprile 2015 da RAI 3, nell'ambito del programma Fuori orario. Cose (mai) viste.